# Pachnoda albini
Pachnoda albini är en skalbaggsart som beskrevs av Thierry Bourgoin 1921. Pachnoda albini ingår i släktet Pachnoda och familjen Cetoniidae. Inga underarter finns listade i Catalogue of Life.